# Çekmeköy
Çekmeköy ist eine Stadtgemeinde (Belediye) im gleichnamigen Ilçe (Landkreis) der Provinz Istanbul in der türkischen Marmararegion und gleichzeitig ein Stadtbezirk der 1984 gebildeten Büyükşehir belediyesi İstanbul (Großstadtgemeinde/Metropolprovinz). Çekmeköy liegt auf der asiatischen Seite und ist seit der Gebietsreform ab 2013 flächen- und einwohnermäßig identisch mit dem Landkreis.

## Geografie
Çekmeköy grenzt im Norden an den Kreis/Stadtbezirk Beykoz, im Osten an Şile, im Süden an Sancaktepe und im Westen an Ümraniye. Im Südosten (bei Koçullu) bildet der 1973 eröffnete Ömerli-Stausee (Ömerli Baraj, 23 km²) eine natürliche Grenze zum Nachbarkreis Şile.

## Verwaltung
Durch das Gesetz Nr. 5747 erhielten das Zentrum von Istanbul einen neuen Zuschnitt durch die Bildung von acht neuen Kreisen. Dazu zählte auch der Kreis Çekmeköy, der durch Ausgliederung aus dem Kreis Ümraniye mit folgenden Orten gebildet wurde:
- alle 5 Stadtviertel der Gemeinde Çekmeköy
- alle 7 Stadtviertel der Gemeinde Taşdelen
- alle 4 Stadtviertel der Gemeinde Alemdağ
- das einzige Stadtviertel der Gemeinde Ömerli
- 4 Dörfer aus dem Kreis Ümraniye zuzüglich

dem einzigen Dorf des Kreises Kartal, Paşaköy
Die vier Gemeinden mit ihren 17 Stadtvierteln wurden alle zur Stadt Çekmeköy vereint, deren Stadtviertel blieben erhalten. Ab 2013 wurden im Zuge der Verwaltungsreform dann auch die Dörfer in Stadtviertel umgewandelt und in die Stadt Çekmeköy integriert. Diesen 21 Stadtvierteln stand und steht ein Muhtar als oberster Beamter vor. Ende 2020 wohnten im Durchschnitt 13.031 Menschen in jedem Stadtvierteln, 31.831 davon im bevölkerungsreichsten (Mehmet Akif Mah.), dichtgefolgt von Hamidiye Mah. (29.902) und Merkez Mah. (28.247 Einw.).

## Bevölkerung

### Einwohnerentwicklung
| Jahr      | 2008    | 2010    | 2012    | 2014    | 2016    | 2018    | 2019    | 2020    |
| --------- | ------- | ------- | ------- | ------- | ------- | ------- | ------- | ------- |
| Einwohner | 147.352 | 168.438 | 193.182 | 220.656 | 239.611 | 251.937 | 265.408 | 273.658 |